# Sbarco a Kip's Bay
Lo sbarco a Kip's Bay fu un'operazione anfibia effettuata dalle truppe della Gran Bretagna durante la campagna di New York della guerra d'indipendenza americana. La manovra ebbe luogo il 15 settembre 1776 nell'odierna sponda orientale dell'isola di Manhattan.
Il fuoco dell'artiglieria delle navi britanniche in navigazione lungo l'East River provocò la fuga degli inesperti miliziani statunitensi. I britannici poterono così sbarcare indisturbati a Kip's Bay. Solo nel pomeriggio vi furono delle schermaglie tra i due schieramenti e alcuni miliziani furono catturati. Le manovre seguenti dei britannici per poco non tagliarono la via di ritirata all'Esercito continentale, dapprima schierato nella parte meridionale dell'isola di Manhattan.
L'operazione fu un completo successo per i britannici che obbligarono gli americani ad abbandonare l'area e rifugiarsi nei pendii delle alture a sud-ovest della città di Harlem, cedendo il controllo di New York agli inglesi. Tuttavia, il giorno seguente, le truppe britanniche e americane si scontrarono nella battaglia di Harlem Heights, che sarà la prima vittoria americana della campagna.
Le operazioni del 1776 non portarono ad una vittoria decisiva inglese poiché i ribelli continuavano comunque a resistere. Ogni tentativo britannico di sottomettere i coloni infatti fallì e il loro esercito non venne sconfitto in modo decisivo.

## Gli antefatti
La guerra d'indipendenza americana era iniziata con una serie di insuccessi per i britannici tra il 1775 e il 1776. In quel periodo, durante l'assedio di Boston, l'arrivo di armi pesanti all'Esercito continentale costrinse il generale William Howe a ritirarsi dalla città e riorganizzare i suoi uomini ad Halifax, Nuova Scozia, nel marzo 1776. Giunti rinforzi e rifornimenti, si imbarcò in giugno a bordo della flotta del fratello, Lord Richard Howe, con l'obiettivo di prendere il controllo di New York. Avendo previsto i piani britannici, il generale George Washington fu in grado di trasferire tempestivamente il suo esercito in città per rafforzare le posizioni difensive del generale Israel Putnam; la difesa di New York non era agevole visti i molti luoghi in cui i britannici avrebbero potuto far sbarcare le loro truppe.
Ad inizio luglio, gli uomini di Howe infatti sbarcarono indisturbati su Staten Island e, allo stesso modo, il 22 agosto sbarcarono a Long Island, dove gli uomini di Washington avevano però organizzato delle posizioni difensive solide. Il 27 agosto, il generale Howe attaccò con successo il fianco delle difese americane nella battaglia di Long Island; il generale Washington era in una posizione difficile, pressato dal British Army su terra e minacciato dalla Royal Navy sull'East River. Nella notte tra il 29 e il 30 agosto, Washington riuscì ugualmente a trasferire con un'abile manovra i suoi 9 000 uomini su Manhattan, senza che i britannici se ne accorgessero.
Nonostante avesse dimostrato coesione e disciplina durante l'evacuazione, l'esercito americano era indebolito dopo la sconfitta; tra i soldati c'era disperazione e rabbia. Diversi miliziani, molti di quelli a cui scadeva il periodo di leva in agosto, tornarono a casa. Il generale Washington fu aspramente criticato dai soldati e molti si augurarono apertamente il ritorno del generale Charles Lee. Washington inviò una missiva al Secondo congresso continentale, a Philadelphia, chiedendo chiarimenti sul da farsi, in special modo, se New York dovesse essere abbandonata e distrutta.

## Il territorio
All'epoca l'isola di Manhattan era conosciuta come York Island e la città di New York occupava solo la parte meridionale dell'isola, confinante a ovest con Greenwich Village e a nord con Harlem. L'isola era delimitata da due fiumi: a ovest dall'Hudson e a est dall'East River, quest'ultimo la separava da Long Island. Kip's Bay era un'insenatura sulla riva orientale di Manhattan che oggigiorno non è più visibile, ma nel 1776 forniva un luogo ideale per far sbarcare delle truppe: acque profonde vicino alla riva e un largo prato dove radunare i soldati. Dall'altra parte dell'East River, su Long Island, l'ampia foce del piccolo fiume Newtown Creek, anch'essa circondata da aree erbose, offriva un luogo perfetto per un esercito da cui salpare.

## La pianificazione
Washington, che non conosceva quale sarebbe stata la successiva mossa di Howe, schierò i suoi uomini lungo le coste e attivò il servizio informazioni per scoprire le intenzioni dei britannici. Ordinò, inoltre, di attaccare l'HMS Eagle, la nave ammiraglia inglese nella regione. Il 7 settembre, nel primo caso documentato di guerra sottomarina, il volontario sergente Ezra Lee pilotò il sommergibile Turtle in avvicinamento alla nave britannica, sul cui scafo tentò di agganciare dell'esplosivo. Il tentativo fallì e Lee, dopo aver abbandonato gli esplosivi, dovette sfuggire alle imbarcazioni inglesi inviate ad investigare. L'esplosivo detonò nell'East River senza causare danni.
Nel frattempo, le truppe britanniche del generale Howe avanzarono verso nord e raggiunsero le sponde dell'East River di fronte a King's Bridge, nel Bronx. Nella notte del 3 settembre, la fregata inglese HMS Rose, sfruttando una corrente diretta a nord e rimorchiando trenta imbarcazioni più piccole, risalì l'East River e gettò l'ancora alla foce del Newtown Creek. Il giorno seguente, ulteriori navi da trasporto risalirono l'East River. Tre navi da guerra, l'HMS Renown, l'HMS Repulse e l'HMS Pearl, con lo schooner HMS Tryal, giunsero sul fiume Hudson.

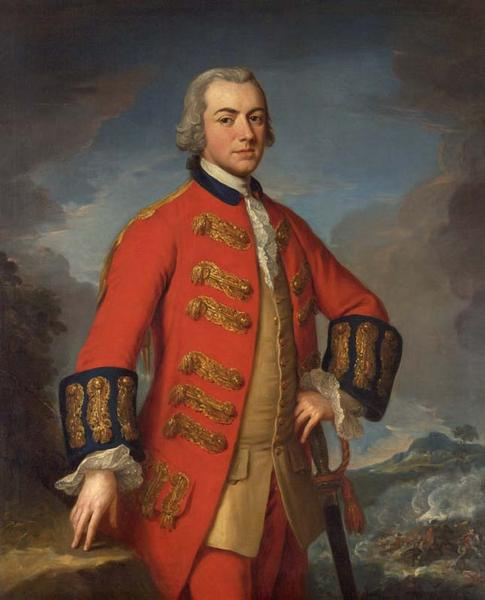
Il generale sir Henry Clinton

Il 5 settembre, il generale Nathanael Greene, tornato in servizio dopo una malattia, inviò una lettera a Washington sottolineando l'urgenza di una ritirata immediata da New York. Greene affermò che, avendo perso il controllo di Long Island, la città non poteva più essere difesa. Con l'esercito sparpagliato nell'isola di Manhattan, gli americani non sarebbero stati neppure in grado di fermare un attacco britannico. Un'altra pesante sconfitta inoltre sarebbe stata catastrofica dal punto di vista delle perdite e del morale. Greene infine consigliava di bruciare la città poiché, se gli inglesi l'avessero conquistata, non sarebbe stato possibile riprenderla senza una forza navale comparabile o superiore a quella britannica. Greene concluse la lettera raccomandando a Washington di convocare un consiglio di guerra. Il consiglio si tenne non prima del 7 settembre e, per allora, giunse a Washington una lettera di John Hancock relativa alla decisione del Congresso secondo cui il generale non era obbligato a difendere ad ogni costo la città di New York. Il Congresso aveva inoltre deciso di inviare una delegazione di tre uomini ad incontrare Lord Howe nella Conferenza di Pace di Staten Island.

## I preparativi

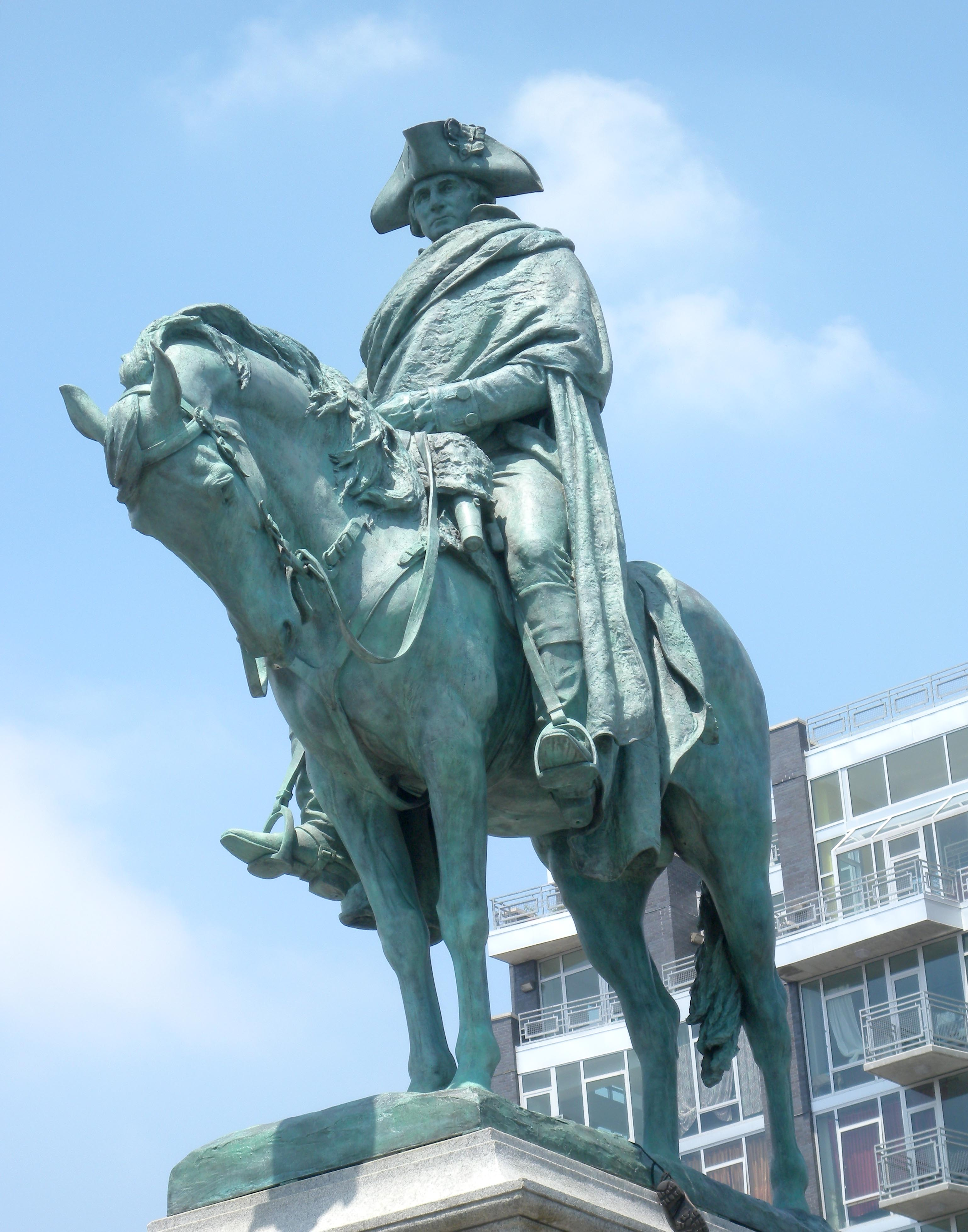
Statua di George Washington a Brooklyn

Il 10 settembre, le truppe britanniche occuparono la piccola isola alla foce del fiume Harlem. Il giorno seguente, la delegazione del Congresso giunse a Staten Island per incontrare Lord Howe. La conferenza non portò a nulla poiché Howe non aveva l'autorità per accettare le richieste dei delegati, tuttavia, ritardò l'attacco inglese e diede il tempo a Washington per decidere se, e dove, scontrarsi con il nemico.
Nel consiglio di guerra del 12 settembre, Washington e i suoi generali presero la decisione di abbandonare New York. Quattromila soldati regolari dell'Esercito continentale, agli ordini di Israel Putnam, sarebbero rimasti a difendere la città e la parte meridionale dell'isola, mentre la maggior parte dell'esercito si sarebbe spostata a Harlem e a King's Bridge, nel Bronx. Nel pomeriggio del 13 settembre, ebbe inizio la manovra britannica: le navi da guerra HMS Roebuck e HMS Phoenix, assieme alle fregate HMS Orpheus e HMS Carysfort, risalirono l'East River e gettarono l'ancora a Bushwick Creek, portando con sé 148 cannoni, accompagnate da sei navi per il trasporto delle truppe. Entro il giorno seguente, gli americani avevano trasferito munizioni, materiali e feriti a Orangetown, usando ogni cavallo e carro disponibili, in quella che Joseph Reed, aiutante di Washington, definì come un "grande sforzo militare". Gli esploratori riferirono di movimenti nei campi base inglesi, tuttavia Washington non era ancora sicuro dove sarebbero sbarcati i britannici. Verso sera, la maggior parte dell'esercito americano si era spostata a nord, a King's Bridge e Harlem Heights, seguiti quella notte da Washington stesso.
Il generale Howe aveva inizialmente pianificato di sbarcare entro il 13 settembre, in memoria dello sbarco chiave di James Wolfe prima della battaglia di Québec nel 1759. Howe e il generale Clinton non era però d'accordo riguardo a ciò, con Clinton che affermava che uno sbarco a King's Bridge avrebbe tagliato fuori l'esercito di Washington una volta per tutte. Howe voleva effettuare due sbarchi, uno a Kip's Bay e l'altro a Horn's Hook, più a nord. L'ultimo approdo però venne scartato quando i marinai gli riferirono dei pericoli presenti navigando nell'Hell Gate, uno stretto nell'East River settentrionale. Dopo diversi ritardi dovuti a venti contrari, lo sbarco su Kip's Bay ebbe inizio la mattina del 15 settembre.

## Lo sbarco

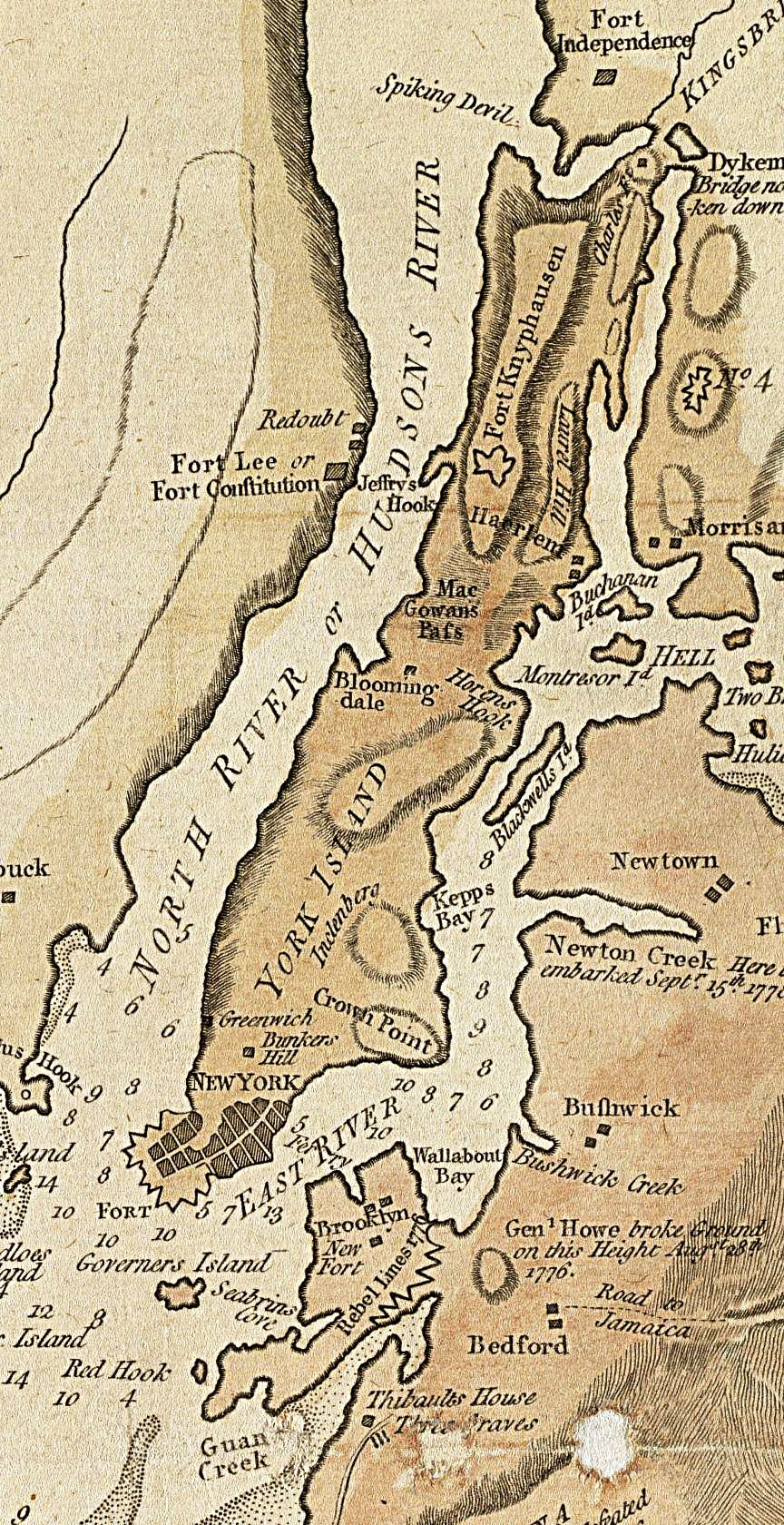
Una mappa britannica del 1781 raffigurante Manhattan. Kip's Bay è scritta "Kepp's Bay"

L'ammiraglio Howe inviò una rumorosa parata della Royal Navy lungo l'Hudson, il mattino del 15 settembre, tuttavia, Washington e i suoi ritennero che si trattasse di un diversivo e mantennero le loro forze all'estremità settentrionale dell'isola. Cinquecento miliziani del Connecticut, agli ordini del colonnello William Douglas, eressero una semplice difesa sulla linea americana di Kip's Bay, ma molti di loro, contadini e negozianti, non avevano esperienza ed erano privi di moschetti. Rimasti svegli tutta la notte e non avendo mangiato nulla nelle ventiquattro ore precedenti, si ritrovarono all'alba con cinque navi da guerra inglesi sull'East River, di fronte alla loro posizione. Le navi britanniche gettarono l'ancora circa duecento metri al largo e alle 10:00 il generale Henry Clinton, a cui Howe aveva dato l'ordine di portare a compimento lo sbarco, ordinò che l'operazione cominciasse. Una prima ondata di più di ottanta imbarcazioni trasportarono 4 000 soldati britannici e assiani, da Newtown Cove a Kip's Bay.
Verso le 11:00, le navi da guerra aprirono il fuoco, gettando nel panico i miliziani. Quasi ottanta cannoni spararono sulla riva per un'intera ora. Gli americani furono mezzi sepolti sotto terra e sabbia, impossibilitati a rispondere al fuoco a causa della polvere e del fumo. Cessato il fuoco, le imbarcazioni da trasporto comparvero oltre il fumo e sbarcarono sulla riva. Nel frattempo, gli americani erano in piena ritirata.
Anche se Washington e i suoi aiutanti giunsero da Harlem Heights poco dopo lo sbarco, non furono in grado di trattenere la ritirata dei miliziani. A circa un chilometro e mezzo da Kip's Bay, Washington guidò il suo cavallo tra gli uomini, nel tentativo di farli tornare indietro, maledicendoli furiosamente. Secondo alcuni testimoni, perse il controllo di se stesso; brandì una pistola e estrasse la spada, minacciando gli uomini di infilzarli e gridando: "Prendete il muro! Prendete il campo!" Vedendo che nessuno obbediva, buttò a terra il suo capello, esclamando disgustato "Sono questi gli uomini con cui devo difendere l'America?" Quando alcuni si rifiutarono di ritornare indietro e affrontare un gruppo di assiani in avanzata, Washington colpì con il suo frustino alcuni ufficiali. Gli assiani spararono o colpirono con la baionetta alcuni americani che cercavano di arrendersi. Duemila regolari dell'Esercito continentale, agli ordini di generali Samuel Parsons e John Fellows, giunsero da nord ma, vedendo i miliziani ritirarsi, tornarono anch'essi indietro. Washington, ancora furioso, continuò a correre a cavallo fino a cento metri dal nemico prima che i suoi aiutanti riuscissero a portarlo via. Sulla spiaggia sbarcarono diverse unità britanniche, fanteria leggera e granatieri, e Jäger assiani che avanzarono in ogni direzione. A tardo pomeriggio, altri 9 000 soldati britannici sbarcarono a Kip's Bay, mentre Howe inviava una brigata a prendere possesso di New York. Non tutti gli americani riuscirono a fuggire verso nord, come riportato da un ufficiale inglese: "Vidi un assiano staccare la testa di un ribelle dal suo corpo e conficcarla in un palo nelle trincee". L'avanzata meridionale continuò per ottocento metri, prima di incontrare la resistenza americana. L'avanzata settentrionale giunse fino a Murray Hill, a ovest dell'odierna Lexington Avenue, per ordine del generale Howe, il quale voleva attendere il resto della forza d'invasione. Questa decisione fu favorevole alle truppe americane rimaste a sud del punto d'invasione. Se Clinton avesse continuato verso ovest, fino all'Hudson, avrebbe intrappolato nella Manhattan sud gli uomini di Putnam, un terzo delle truppe americane.

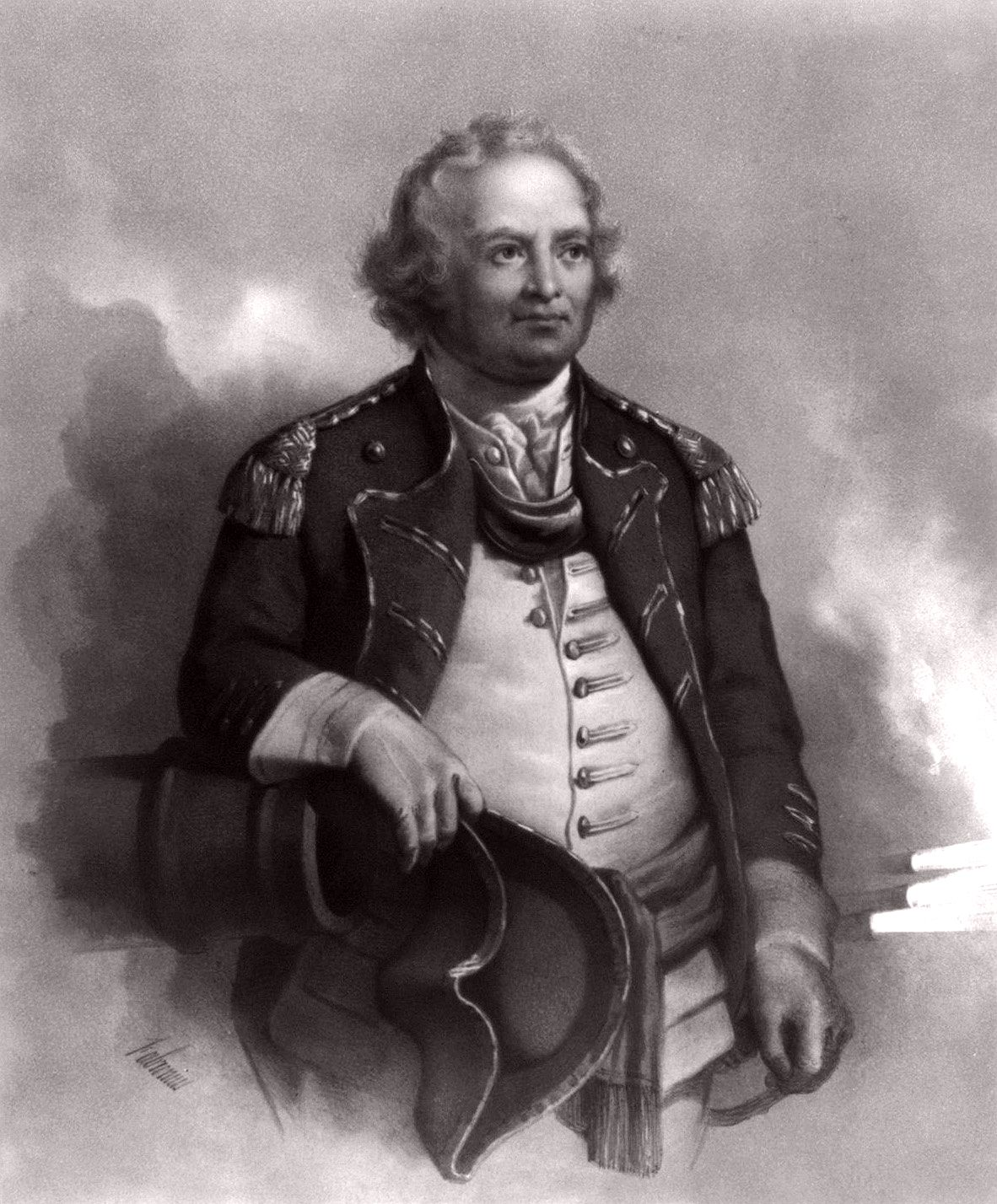
Israel Putnam

Il generale Putnam era andato a nord con alcune truppe quando cominciò lo sbarco. Dopo un breve confronto con Washington, sul rischio che le sue truppe rimanessero intrappolate in città, tornò a sud, dal resto dei suoi uomini, per guidarli nella ritirata. Abbandonati rifornimenti e equipaggiamento che li avrebbero rallentati, la colonna, guidata da Aaron Burr, marciò verso nord lungo l'Hudson. La marcia fu così veloce e l'avanzata britannica sufficientemente lenta che solo l'ultima compagnia di Putnam si scontrò con gli inglesi. Quando giunsero al campo principale, ad Harlem, dopo il calare della notte, furono accolti con festa poiché erano dati per dispersi. Henry Knox giunse a breve, dopo essere sfuggito agli inglesi con una barca e aver navigando sull'Hudson. Anch'egli ricevette un l'ottimo benvenuto dal resto degli americani, venendo persino abbracciato da Washington stesso.

## Le conseguenze
I britannici ricevettero il benvenuto dai restanti abitanti di New York che tolsero le bandiere dell'Esercito continentale e issarono la Union Jack. Howe, che avrebbe voluto conquistare la città rapidamente e con il minimo spargimento di sangue, considerò l'operazione un completo successo. Non volendo continuare a combattere gli americani quel giorno, decise infine di fermare le sue truppe ad Harlem.
Washington, dal suo canto, era furioso per la condotta dei suoi soldati, definendo le loro azioni "vergognose" e "scandalose". I miliziani del Connecticut, che già avevano una scarsa reputazione, furono additati come codardi e ritenuti colpevoli della fuga dal fronte. Tuttavia, altri furono più circospetti, come il generale William Heath che disse: "Le ferite che ricevettero a Long Island stavano ancora sanguinando; e gli ufficiali, se non gli uomini, sapevano che la città non doveva essere difesa." Se gli uomini del Connecticut fossero rimasti a difendere Manhattan, sotto il fuoco dei cannoni e di fronte alla soverchiante forza avversaria, sarebbero stati annientati.
Il giorno dopo, il 16 settembre, i due schieramenti si scontrarono nella battaglia di Harlem Heights.